# Freisen
Freisen är en kommun och ort i Landkreis St. Wendel i förbundslandet Saarland i Tyskland.
De tidigare kommunerna Asweiler, Eitzweiler, Freisen, Grügelborn, Haupersweiler, Oberkirchen, Reitscheid och Schwarzerden bildade den nya kommunen Freisen 1 januari 1974.